# Шоу мэй
Шоу Мэй (кит. упр. 寿眉, пиньинь shòu méi, «брови старца») — китайский белый чай. 
Этот белый чай в основном выращивается в китайских провинциях Фуцзянь или Гуанси. Его изготавливают из почки и верхнего листа, остатков 4-й категории от Байхао Иньчжэнь. Шоу Мэй собирают позже, чем Бай Му Дань, из-за чего чай может быть темнее по цвету, но при этом все равно иметь ровную окраску зелёного цвета. Некоторые младшие классы Шоу Мэй могут быть золотистого цвета с большим количеством черных и красных листьев, которые окрашивают напиток в более темные оттенки.

## Целебные свойства
Сорт чая Шоу Мэй, по мнению китайских специалистов, улучшает обмен веществ, благотворно влияет на работу кишечника. Он содержит антиоксиданты, которые борются со свободными радикалами, что ведёт к оздоровлению клеток организма .

## Описание вкуса и цвета
Чай Шоу Мэй обладает ярко выраженным, насыщенным вкусом. Он имеет утонченные медовые оттенки улунских чаев. Многие любители чая предпочитают пить именно этот напиток, считая, что он дает возможность ощутить истинный вкус и аромат белого чая.

## Способ заваривания
Шоу Мэй можно заваривать по-разному, причём каждый раз результат будет иным. Несмотря на множество комбинаций по завариванию, лучшего эффекта можно добиться, используя качественную мягкую чистую воду.
Однако экспериментируя, следует помнить, что нарушив технологию приготовления, можно испортить и вкус, и аромат этого изысканного экзотического напитка. Вот некоторые рекомендации, которых лучше придерживаться:
- температура воды для заваривания должна быть 60−75°C, вода должна быть кипяченой, остуженной, так как крутой кипяток может убить и все запахи, и полезные вещества, содержащиеся в чае;
- лучше всего использовать классический способ заваривания китайского чая — пин ча;
- для заваривания подойдут стеклянные стаканы, гайвани, керамические и фарфоровые чайники;
- на одну порцию требуется 3−5 граммов чая и 150 миллилитров воды.